# Геше Гендун Ринчен
Геше Гендун Ринчен (Тибетский: དགེ་འདུན་རིན་ཆེན་, Вайли: dge vdun rin chen, 1926-1997), был 69-м Дже Кхенпо Бутана.

## Биография
Гендун Ринчен родился в небольшой пещере на обочине тропы к Паро Такцанг, поэтому в детстве его прозвали "Драгпугпа" (Пещерный человек). 
Он был старшим сыном Кинзанга Дорджи и Таши Чоки. У него есть еще два брата: Угьен Церинг (родной брат) и Пуп Дорджи (сродный брат, родившийся у Таши Чоки и Тази, ее второго мужа, после смерти Кинзанга Дорджи).
В юном возрасте он проявил большой интерес к буддийской религии, а в семь лет принял посвящение в послушники в Ташичо-дзонг в Тхимпху и получил имя Гендун Ринчен.
В двадцать семь лет он отправился в Лходрак Лхалунг, центр традиции Пема Лингпа в Южном Тибете. Там он изучал Тринадцать великих текстов буддийской философии Махаяны у Хатока Кхена Ринпоче. В возрасте двадцати девяти лет он отправился в Дригунг в Центральном Тибете, где изучал классическую тибетскую орфографию, грамматику и поэзию; труды Мипама Ринпоче и Кхенпо Шенга, а также получил множество тантрических учений, в том числе учение о Манджушринамасамгити (англ. Mañjuśrīnāmasamgīti). После этого он отправился в монастырь Самье, где получил наставления по Ринчен Тердзё, Ньингтиг (Nyingthig) и Дзёдун Лонгченпы от Дуджома Ринпоче.
После возвращения в Бутан он участвовал в трехлетнем медитационном ретрите в скиту Такцанг-лакханг, за которым последовал еще один трехлетний ретрит, который он прошел в сорок лет в Кунгачолинге (Kungachöling) в Паро. От Лопона Сонам Зангпо, ученика Друбванга Шакья Шри, он получил учения по Шести йогам Наропы, Махамудре и другие.
В течение десяти лет он был настоятелем монастыря Танго, где написал множество комментариев по буддийской философии, к Сутрам и Тантрам.
В 1990 году он был возведен на престол как 69-й Дже Кхенпо Бутана и впоследствии путешествовал по стране, давая религиозные наставления. В возрасте 61 года он оставил пост Дже Кхенпо и ушел на покой, чтобы жить в молитве и медитации в Джангчуб Динг в Янгченпхуге. В 1997 году, на девятый день третьего месяца по бутанскому календарю, он умер, сидя в прямой позе медитации. Сообщается, что его тело оставалось в таком положении более недели или одиннадцати дней, в течение которых его тело оставалось гибким и не имело признаков разрушения.
Его останки сейчас хранятся в ступе из золота и серебра в часовне Шабдрунг (Shabdrung) в Ташичо-дзонге, Тхимпху.

## Произведения
Собрание сочинений Гендюна Ринчена опубликованное в 6 томах, включает в себя:
- lho 'brug chos 'byung — Подробное изложение религиозной истории Бутана.
- dpal 'brug pa rin po che mthu chen chos kyi rgyal po ngag dbang rnam rgyal gyi rnam thar rgya mtso'i snying po — Биография Шабдрунг Нгаванг Намгьяла (1594-1651)
- kyai rdor rgyud kyi tshig don rnam bshad — Комментарий к Хеваджра-тантре, основанный на экзегезе традиции Нгок.
- 'brug pa kun leg kyi rnam thar rgya mtsho'i snying po mthong ba don ldan — Жизнеописание святого безумца Друкпа Кюнле (1455-1529). Оно было переведено на английский язык Китом Дауманом и опубликовано под названием "The Divine Madman: The Sublime Life and Songs of Drukpa Kunley"  ISBN 978-0913922750

## Награды
- Бутан:
  -  The Royal Saffron Scarf (1990).